# Jan Kułaj
Jan Henryk Kułaj (ur. 11 stycznia 1958 w Jarosławiu, zm. 10 września 2020 w Cieszacinie Wielkim) – polski rolnik, pierwszy przewodniczący Niezależnego Samorządnego Związku Zawodowego Rolników Indywidualnych „Solidarność” od marca 1981.

## Życiorys
Syn Augustyna i Antoniny. Od 1979 należał do Zjednoczonego Stronnictwa Ludowego. Zajął się prowadzeniem indywidualnego gospodarstwa rolnego w Cieszacinie Wielkim. W początkach 1981 był jednym z przywódców protestów rzeszowskich; 20 lutego tego samego roku podpisał porozumienia ustrzycko-rzeszowskie. Na fali sukcesu tamtych strajków 9 marca 1981 został wybrany na pierwszego przewodniczącego NSZZ RI „Solidarność”.
Po wprowadzeniu stanu wojennego internowany 15 grudnia 1981, przetrzymywany był w Konstancinie-Jeziornie. Zwolniony został 28 kwietnia 1982. Po wyjściu (z inicjatywy działacza ZSL Romana Malinowskiego) wystąpił w telewizji państwowej, składając samokrytykę. Wycofał się również z działalności opozycyjnej, a w 1986 wszedł do Rady Konsultacyjnej przy przewodniczącym Rady Państwa Wojciechu Jaruzelskim.
Pod koniec lat 90. był członkiem Partii Ludowo-Demokratycznej. W 2008 został zarejestrowany jako kandydat Partii Demokratycznej – demokraci.pl w wyborach uzupełniających do Senatu zarządzonych w okręgu krośnieńskim na dzień 22 czerwca w związku ze śmiercią senatora Andrzeja Mazurkiewicza. Uzyskał 1774 głosy i zajął 6. miejsce spośród 12 kandydatów. Doradzał prezydentowi Konfederacji Pracodawców Polskich Andrzejowi Malinowskiemu. W 2014 kandydował do sejmiku podkarpackiego z ramienia Platformy Obywatelskiej.